# پیهلایامکی

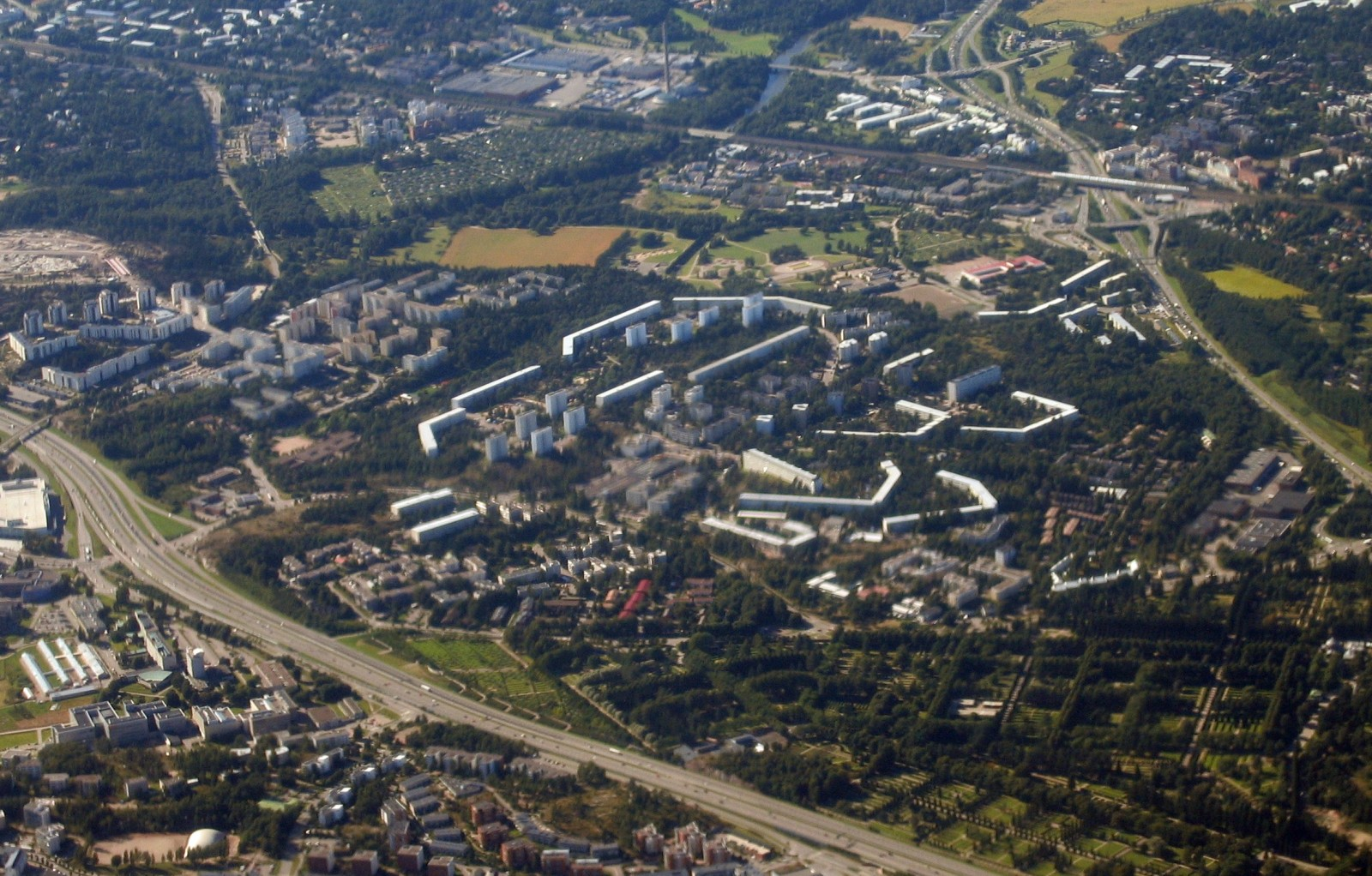

پیهْلایامَکی (به فنلاندی: Pihlajamäki) یک منطقهٔ مسکونی در فنلاند است که در هلسینکی واقع شده‌است. پیهلایامکی ۱٫۶۵ کیلومتر مربع مساحت و ۷٬۴۴۳ نفر جمعیت دارد.